# Giovanni Someda
Giovanni Someda (Dolo, 30 maggio 1901 – Padova, 31 marzo 1978) è stato un ingegnere e dirigente pubblico italiano.

## Biografia
Nipote del pittore Domenico Someda, dopo aver studiato nelle università di Padova e di Roma, si laureò nel 1923, con il massimo dei voti, in ingegneria civile all'Università di Padova. Qui, iniziò subito dopo la carriera accademica, oltreché svolgere la libera professione in ambito elettrotecnico. Nel 1937, diventò ordinario all'Università di Bologna, come titolare della cattedra di elettrotecnica, quindi passò, nel 1939, alla stessa cattedra dell'ateneo padovano, che resse fino al 1976, quando fu collocato a riposo. Oltre all'insegnamento accademico, brevettò numerose scoperte in ambito ingegneristico: nel dopoguerra, suo un generatore elettrico che venne usato in ambito ferroviario in Italia e in altre nazioni europee. Dal 1961 al 1971 ricoprì l'incarico di presidente della SIP - Società Italiana per l'Esercizio Telefonico, dopo aver ricoperto precedentemente il medesimo incarico presso la Stipel e la Stet.
Suo figlio, Carlo Giacomo Someda (1941-2020), è stato ingegnere elettronico e docente universitario a Padova.